# Umeå universitet
Umeå universitet är ett svenskt statligt universitet i Umeå. Det invigdes 1965 som landets femte universitet, i syfte att tillgodose behovet av akademiska professioner som läkare, sjuksköterskor, tandläkare med flera i norra Sverige. Placeringen intill Umeå lasarett (numera Norrlands universitetssjukhus) har möjliggjort ett nära samarbete mellan forskning/utbildning och klinisk verksamhet.
Storleksmässigt är Umeå universitet jämförbart med Linköpings universitet, som landets femte–sjätte största universitet, mätt i antalet studerande. Umeå universitet hade (år 2024) 41 567 studenter, varav 40 525 studenter på grundnivå och avancerad nivå (64 procent kvinnor, 36 procent män), och 1 042 studenter på forskarnivå (57 procent kvinnor, 43 procent män).
Universitetet är organiserat i fyra fakulteter som tillsammans ansvarar för närmare 50 institutioner, ett 20-tal centrumbildningar samt åtta högskolor – senast Idrottshögskolan (2013) som bidrog till att Riksidrottsförbundet våren 2015 utsåg Umeå universitet till ett av landets tre riksidrottsuniversitet.
2024 hade universitetet 4 627 anställda (medeltal) (56 procent kvinnor, 44 procent män) och omsatte 5,4 miljarder kronor.
Även om Umeå universitet också bedriver utbildning i Kiruna, Lycksele, på Campus Skellefteå och Campus Örnsköldsvik är ett utmärkande drag att de allra flesta av universitetets utbildningar och forskningscentrum är samlade kring Campus Umeå. En viss nyordning påbörjades under 2009 med projektet Konstnärligt campus i centrala Umeå, där Designhögskolan och Konsthögskolan hösten 2010 fick sällskap av den nya Arkitekthögskolan. Våren 2012 flyttade även Bildmuseet dit. Konstnärligt campus invigdes officiellt i maj 2012, och har sedan dess fått tillskott i form av Curiosum som är Umeå universitets science center och invigdes 2020 samt UmArts, som är Umeå universitets forskningscentrum för arkitektur, design och konst, som öppnade sommaren 2023.

## Universitetet i siffror
- 4 fakulteter:
  - humanistisk
  - medicinsk
  - samhällsvetenskaplig
  - teknisk-naturvetenskaplig

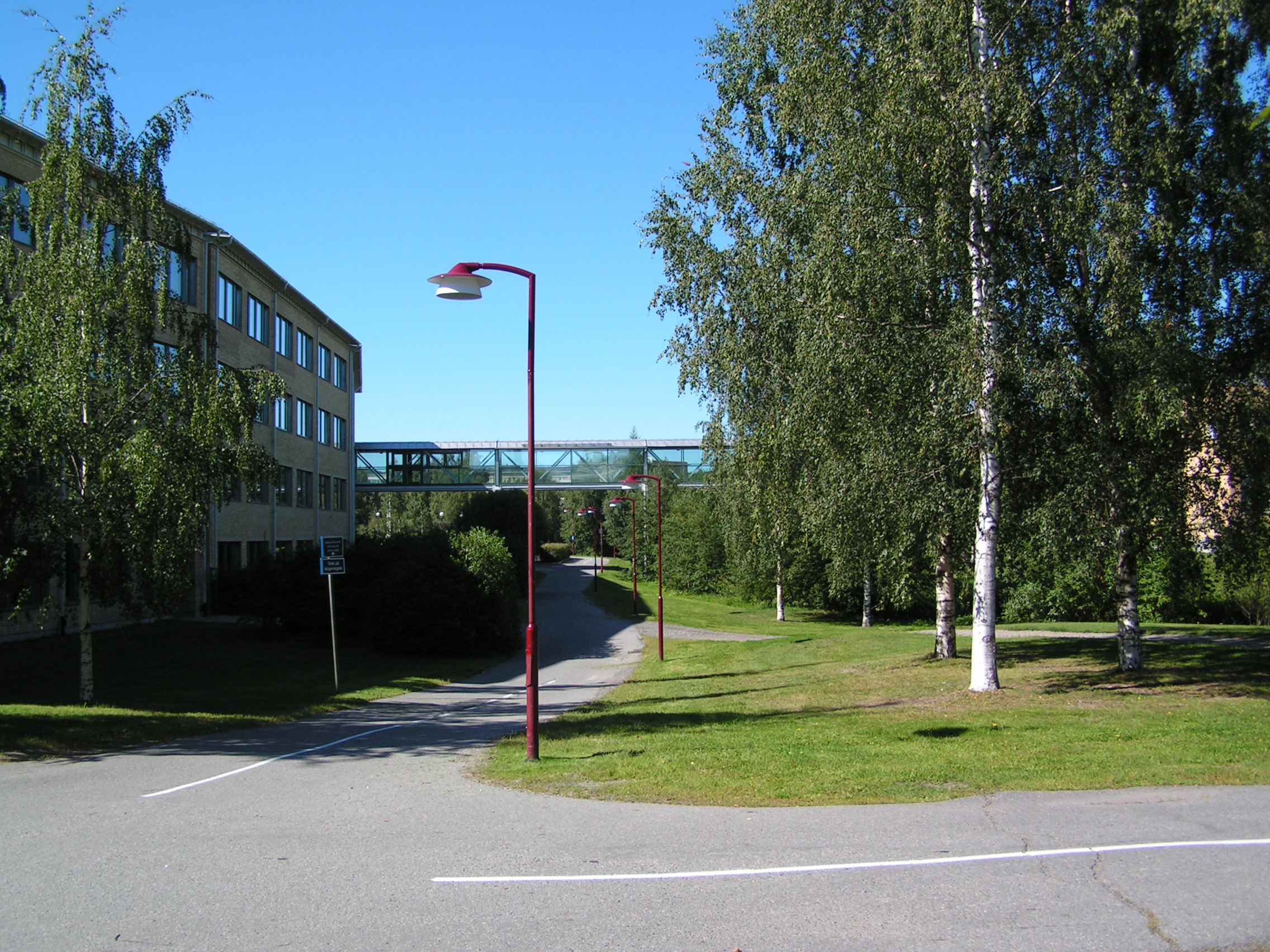
Gång- och cykelvägen på universitetets campus i Umeå (2007).

- Antal anställda (2024): 4 627 (medeltal) (56 procent kvinnor, 44 procent män)
- Antal professorer (2024): 310 (årsarbetare) (34 procent kvinnor, 66 procent män)
- Antal studenter inklusive forskarstuderande (2024): 41 567 studenter, varav 40 525 studenter på grundnivå och avancerad nivå (64 procent kvinnor, 36 procent män), och 1 042 studenter på forskarnivå (57 procent kvinnor, 43 procent män)

## Historia

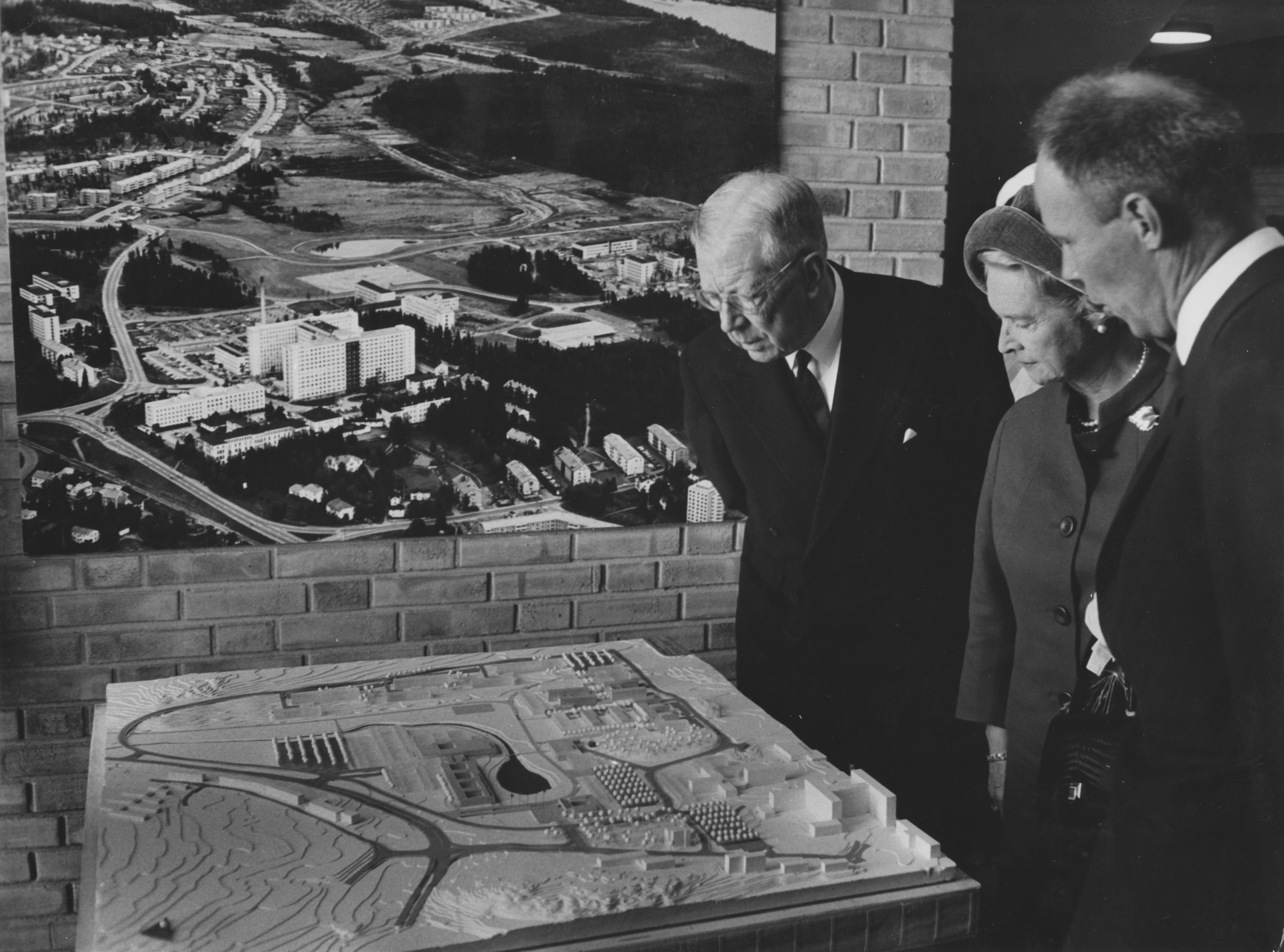
Rektor L-G Larsson visar en modell över universitetsområdet för kung Gustaf VI Adolf och prinsessan Sibylla, vid universitetets invigning.

Redan vid 1900-talets början hade diskussioner förts om att inrätta en högskola i Norrland. Bakom diskussionen låg bland annat det faktum att den norrländska befolkningens utbildningsnivå var förhållandevis låg, och att det i landsändan rådde stor brist på bland annat tandläkare, läkare, lärare och jurister. Norrlandsundersökningen 1929–1931 hade också konstaterat stora brister i tandhälsa, tandvård och kosthållningen i störst allmänhet.
Frågan aktualiserades i riksdagen 1946. En motion om utredning av högskolefrågan, skriven av tandläkaren Ingrid Brynolf och hennes make, latinlektorn Nils Eriksson – som också var drivande för att bilda ett vetenskapligt bibliotek – undertecknades av bland andra Umeåbon och riksdagsmannen Gösta Skoglund. I vilken stad en eventuell högskola skulle förläggas var i det skedet oklart, men de två huvudkandidaterna var från första stund Härnösand och Umeå.
Motionen avslogs, och samma öde mötte 1947 års förslag att förlägga ett rikssjukhus med tillhörande tandläkarutbildning till Umeå. För förslaget talade dock den stora bristen på tandläkare i norra Sverige. Bakslagen till trots kom det energiska arbetet av Umeåvänner att stärka Umeås ställning som huvudkandidat bland de städer som tävlade om att få det första norrländska universitetet.
Avgörande till Umeås fördel var beslutet 1951 att förlägga ett vetenskapligt bibliotek till Umeå med rätt till "det femte exemplaret" av allt svenskt tryck. Biblioteksförhållandena som tidigare legat Umeå till last blev nu en stor tillgång när man på nytt tog upp frågan om medicinar- och tandläkarutbildningar i staden.
1956 fick slutligen Umeå en odontologisk klinik i form av Tandläkarinstitutet i Umeå (en filial till Tandläkarhögskolan i Stockholm) och arbete vidtog genast med inrättande av kårhus och byggande av studentbostäder. Därefter föll det sig naturligt att Umeå även blev tilldelat en läkarutbildning 1957, och året därpå bildades Medicinska högskolan i Umeå (som inledde undervisningen vårterminen 1959 med läkarutbildningens kliniska del). 1962 följde ett Socialinstitut (landets fjärde, som 1964 omvandlades till Socialhögskola). När dessa institutioner – och det vetenskapliga biblioteket – väl var i drift var instiftandet av Umeå universitet endast en tidsfråga.
År 1963 antog riksdagen förslaget, som gav den högre utbildningen i Umeå rätt att kalla sig universitet, och de befintliga utbildningarna kompletterades med i tur och ordning matematik, statistik, fysik, nationalekonomi, kemi och statskunskap. 1964 bildades Umeå universitetsbibliotek och året därpå bildades fyra fakulteter. Medicinska högskolan och Tandläkarhögskolan (som 1963 blivit en självständig högskola) gick upp i universitet i form av medicinsk och odontologisk fakultet, vilket kompletterades med matematisk-naturvetenskaplig samt filosofisk fakultet, för de samhällsvetenskapliga ämnena. Den 17 september 1965 invigdes Sveriges femte universitet officiellt av kung Gustaf VI Adolf.
Lärarutbildningen i staden tillhörde ännu inte universitetet, trots att där bedrevs språkundervisning som kunde utgöra en grund för en humanistisk fakultet; en sådan inrättades 1968, med undervisning i bland annat historia och museivetenskap. En fakultet för lärarutbildning bildades först år 2000, men den övergick 2009 i en ny organisationsform, som högskola inom universitetet.
1999 införlivades dåvarande odontologiska fakulteten som institution i en ny medicinsk-odontologisk fakultet, som 2004 bytte namn till Medicinska fakulteten.

### Rektorer
Som första rektor utnämndes professorn och överläkaren vid regionsjukhusets radioterapeutiska klinik (numera onkologiska kliniken), Lars-Gunnar Larsson. Fram till idag har universitetet letts av åtta ordinarie rektorer:
- Lars-Gunnar Larsson (1964–1969)
- Karl-Gustav Paul (1969–1973)
- Lars Beckman (1973–1992)
- Sigbrit Franke (1992–1998)
- Inge-Bert Täljedal (1999–2005)
- Göran Sandberg (2005–2010)
- Lena Gustafsson (2010–2016)
- Hans Adolfsson (2016–2025)
- Tora Holmberg (2025–  )

(Mellan oktober 1998 och juli 1999 fungerade Jan-Olof Kellerth som tillförordnad rektor.)

## Organisation
Universitetets högsta organ är universitetsstyrelsen, som består av åtta ledamöter utsedda av regeringen, samt rektor och tre företrädare vardera för lärare och studenter. Universitetets dagliga verksamhet leds av en rektor, en prorektor, två vicerektorer, en universitetsdirektör samt en förvaltningschef.
Under förvaltningschefen ligger de olika förvaltningsenheterna. Dessa har till uppgift att utveckla och förvalta universitetets olika resurser. Till förvaltningsenheterna hör till exempel ITS (där bland annat Umeå universitets datorcentral ingår), Studentcentrum, Kommunikationsenheten med flera.
För utbildning och forskning ansvarar respektive fakultet, som är en sammanhållen organisatorisk enhet för närbesläktade ämnen. Vid Umeå universitet finns fyra fakulteter: humanistisk, medicinsk, samhällsvetenskaplig samt teknisk-naturvetenskaplig (fakulteten för lärarutbildning ersattes vid årsskiftet 2008/2009 av Umeå School of Education som den 1 januari 2012 blev Lärarhögskolan vid Umeå universitet. De olika fakulteternas verksamhet leds av dekanus.
Fakultetens beslutande organ är fakultetsnämnden, som ansvarar för grundutbildning, forskarutbildning och forskning inom sina respektive vetenskapsområden. Minst tre ledamöter i fakultetsnämnden ska vara studenter.
Inom varje fakultet finns ett antal institutioner, som bedriver utbildning och forskning inom sitt ämnesområde, till exempel fysik, historia eller molekylärbiologi.

### Högskolor

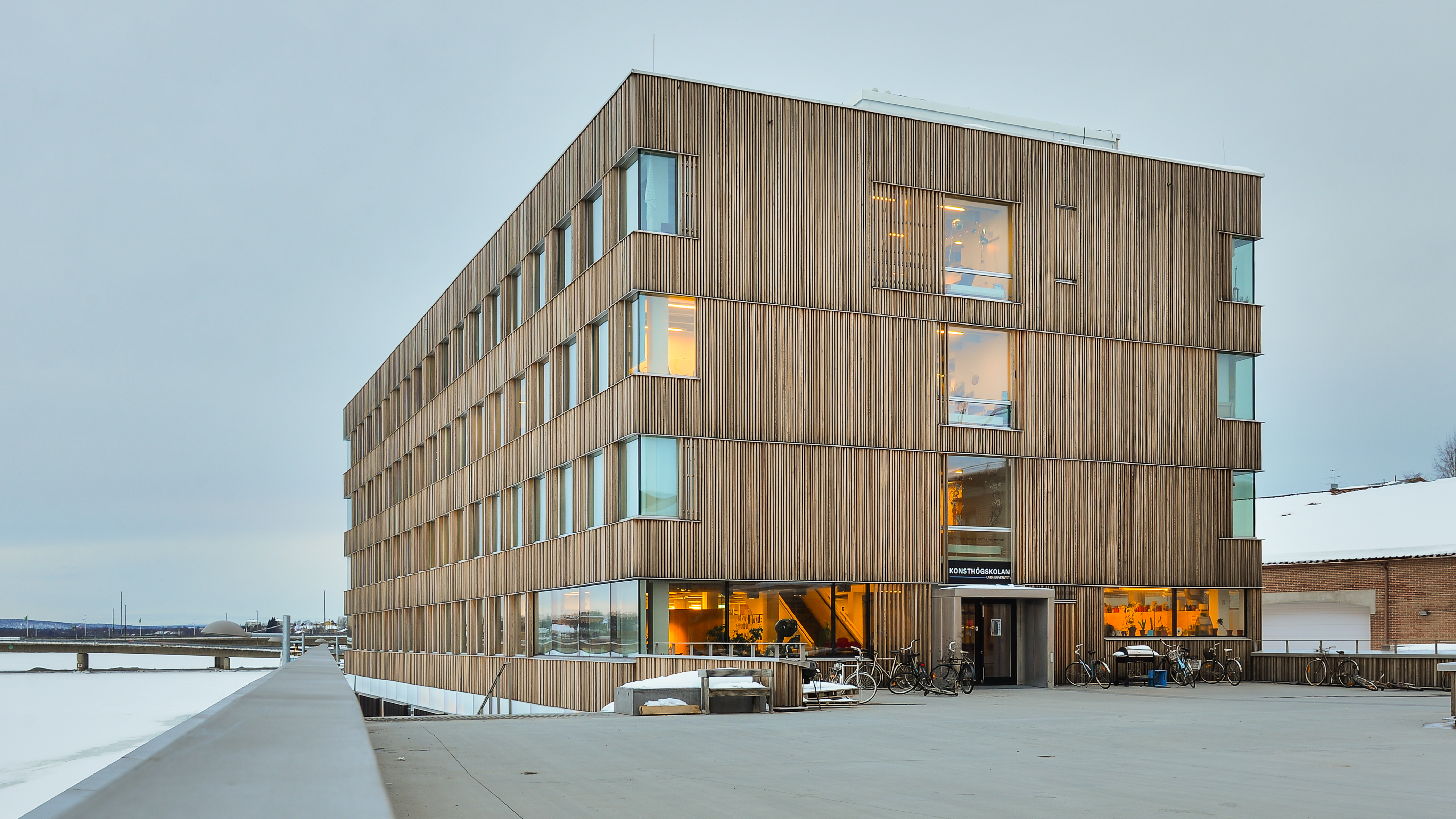
Konsthögskolan i Umeå (2013).

Vid Umeå universitet finns åtta olika högskolor, som samlar utbildningar inom ett speciellt yrkesområde under ett gemensamt tak. Vissa av högskolorna gör detta genom att samordna utbildningar där lärare från flera institutioner deltar med sina speciella kompetensområden. Andra har istället egna anställda lärare med den spetskompetens som krävs för sina utbildningar.
- Arkitekthögskolan startade 2009 vid Umeå universitet som Sveriges fjärde arkitektutbildning, med ett årligt intag kring 60 studenter, och inriktning hållbar arkitektur. Hösten 2010 invigdes den nybyggda Arkitekthögskolan vid Konstnärligt campus vid Umeå universitet.

- Designhögskolan har landets mest omfattande utbildning i industridesign. Masterutbildningarnana - Transportation Design, Advanced Product och Interaction Design - lockar studenter från hela världen. Sason School of Design är ett samarbete mellan Designhögskolan och Chalmers tekniska högskola. Designhögskolan är topprankad av tidskriften Business Week som en av de 60 bästa designutbildningarna i världen.[10]

- Handelshögskolan (USBE) utbildar civilekonomer via tre olika kandidatprogram och fem olika masterprogram. Handelshögskolan har en starkt internationell prägel och är en av endast sex universitet som har rätten att utexaminera den nya civilekonomexamen.

- Idrottshögskolan vid Umeå universitet grundades år 2000 och bedriver både idrottsforskning och idrottsrelaterad utbildning.

- Konsthögskolan, har drygt 60 studenter som studerar fri konst. Det internationella perspektivet har en stark ställning; skolan har bland annat utbytesprojekt med Hanois konsthögskola.

- Lärarhögskolan vid Umeå universitet (tidigare benämnd Umeå School of Education) ersatte vid årsskiftet 2008/2009 den tidigare lärarfakulteten, och har bland annat som mål att stärka kopplingen till aktuell utbildningsforskning.

- Restauranghögskolan, inrättades 2002 som den andra i sitt slag i Sverige, men verksamhetens kärna, det 3-åriga Gastronomiprogrammet, startades redan 1996. Forskning bedrivs främst inom områdena matkultur och kostvetenskap.

- Tekniska högskolan, samordnar sju civilingenjörsprogram och lika många högskoleingenjörsprogram. Forskningen är starkt integrerad med den naturvetenskapliga forskningen.

### Centrumbildningar och forskningsenheter (i urval)
- Arktiskt centrum vid Umeå universitet (Arcum)
- Centrum för demografi och åldrandeforskning (Cedar) – inkl. Demografiska databasen (DDB)
- Centrum för medicinsk teknik och fysik (CMTF) – i samarbete med Luleå tekniska universitet (LTU)
- Centrum för miljö- och resursekonomi (Cere) – i samarbete med Sveriges lantbruksuniversitet (SLU)
- Centrum för regionalvetenskap vid Umeå universitet (Cerum)
- Climate Impacts Research Centre (Circ) – delvis lokaliserat vid Abisko naturvetenskapliga station
- Europeiska CBRNE-centret – i samarbete med bland andra Umeå kommun, FOI och SkyddC.
- Humlab
- Högpresterande beräkningscentrum Norr (HPC2N)
- Icelab
- Kemiskt-biologiskt centrum (KBC) – drivs i samarbete med SLU
- Marksaneringscentrum Norr (MCN) – i samarbete med FOI, LTU och SLU
- Medicinskt biologiskt centrum (MBC)
- Molecular Infection Medicine Sweden (MIMS) – svensk nod i det europeiska EMBL-partnerskapet
- Umeå centrum för funktionell hjärnavbildning (UFBI) – i samarbete med Norrlands universitetssjukhus
- Umeå centrum för genusstudier (UCGS)
- Umeå centrum för mikrobiell forskning (UCMR)
- Umeå centrum för molekylär medicin (UCMM)
- Umeå forskningscentrum för matematikdidaktik (UFM)
- Umeå marina forskningscentrum (UMF) i Norrbyn, som är universitetets enhet inom Havsmiljöinstitutet
- Umeå Plant Science Centre (UPSC) – drivs i samarbete med SLU
- UMIT Research Lab
- Vaartoe – Centrum för samisk forskning
- Wallenberg centrum för molekylär medicin (WCMM) – en av fyra nationella noder

### Umeå universitetsbibliotek
I Umeå finns också Norrlands största vetenskapliga bibliotek, Umeå universitetsbibliotek (UmUB). Biblioteket är i första hand till för universitetets anställda och studenter men är även öppet för allmänheten. UmUB har cirka 110 anställda fördelade på Universitetsbiblioteket (UB), Medicinska biblioteket (MB) vid Norrlands universitetssjukhus, UB Konstnärligt campus samt Arkiv och specialsamlingar. I biblioteksorganisationen ingår även enheten för universitetspedagogik och lärandestöd (UPL).

### Umeå universitet på andra orter
Sedan ett antal år bedriver Umeå universitet utbildning även vid Campus Skellefteå, Skellefteå och Campus Örnsköldsvik, Örnsköldsvik, samt i Lycksele, Kiruna och en mängd andra studieorter.

## Campus

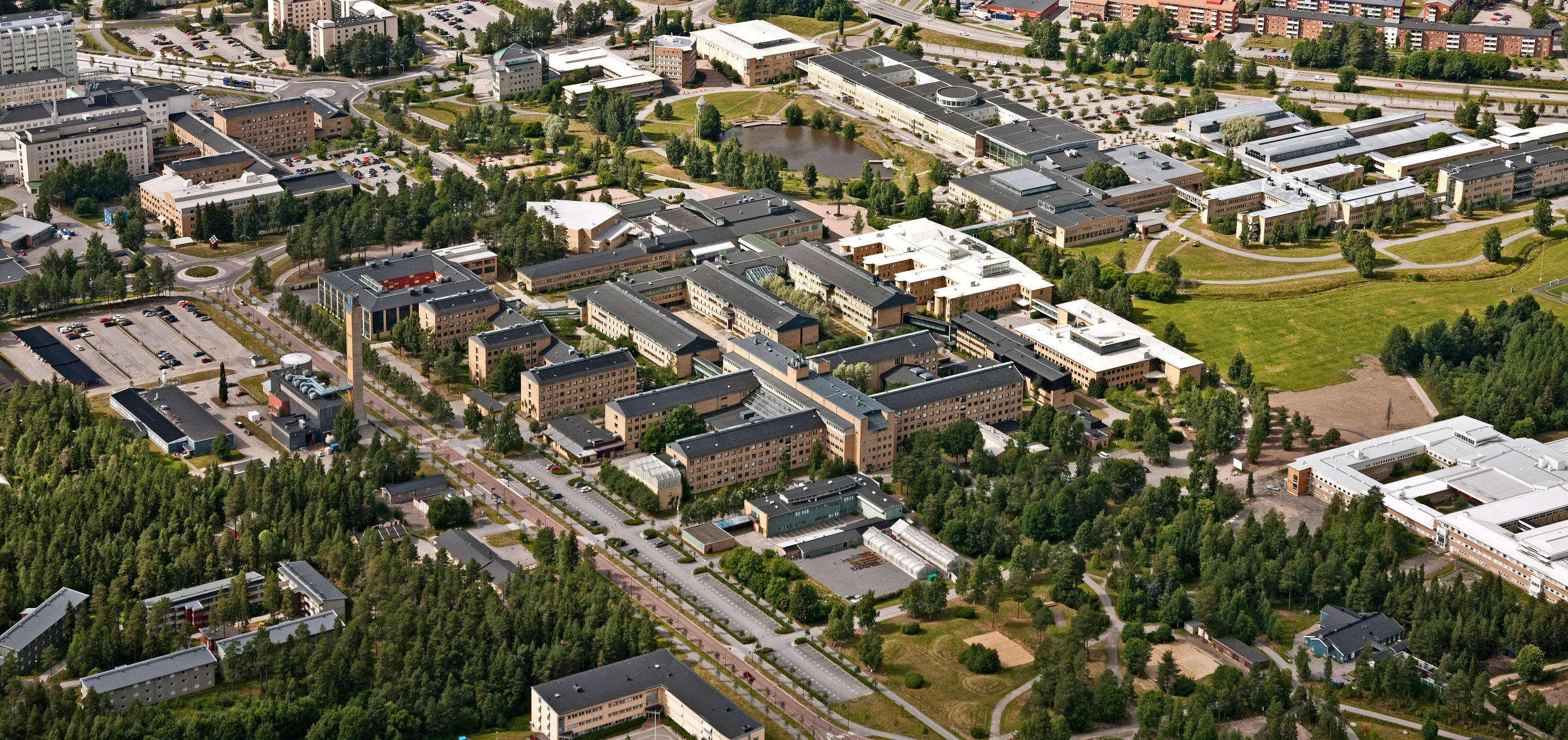
Umeå universitets campus med Norrlands universitetssjukhus uppe i vänster och Sveriges lantbruksuniversitet nere till höger (2013).

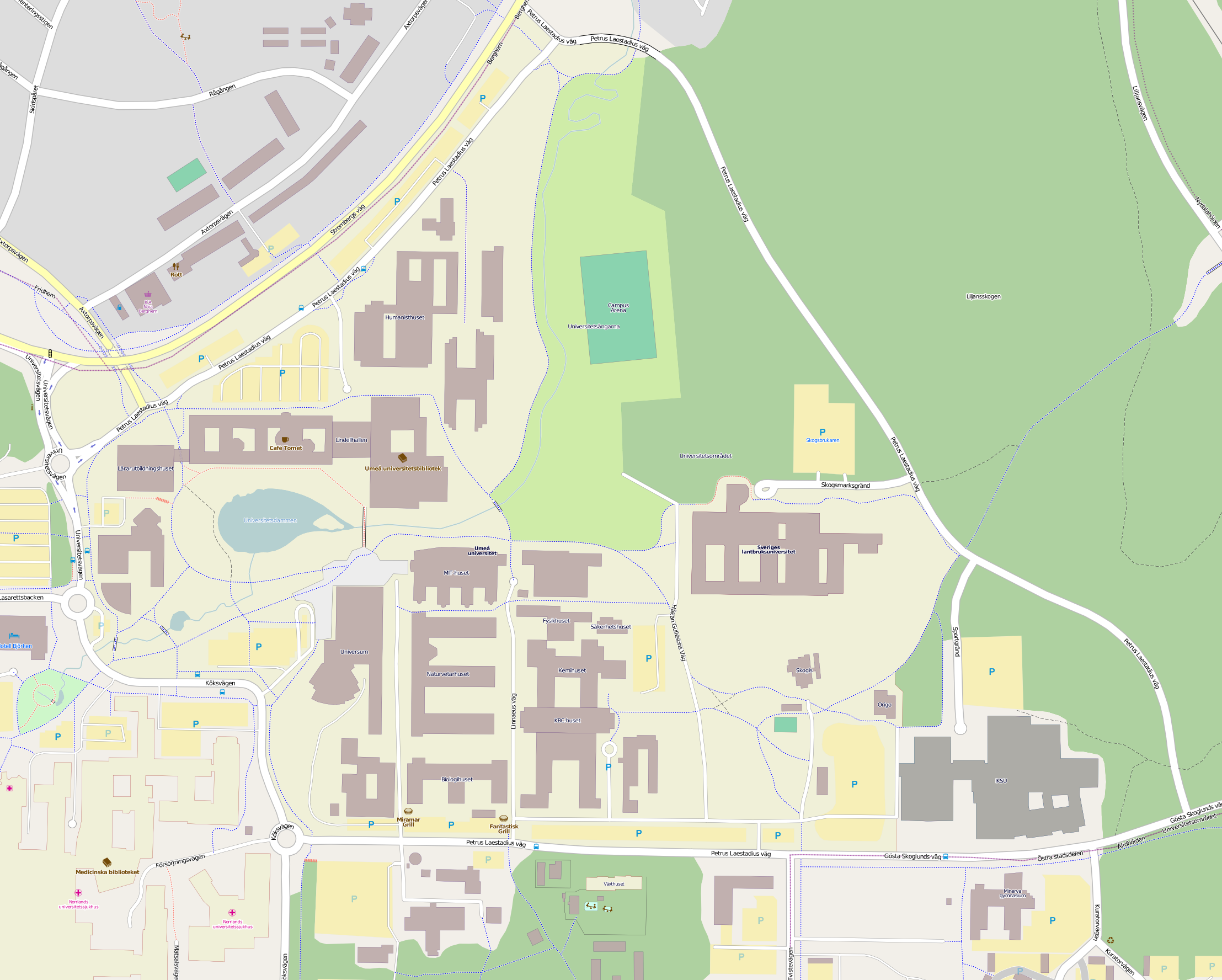
Karta Umeå universitets campus, från OpenStreetMap.

Platsen där Umeå universitets campus idag breder ut sig var tidigare en glest bevuxen tallskog, som sommartid nyttjades som betesmarker av traktens bönder, och vintertid som renbetesland – det senare något som upphörde först 1952.
Universitetsområdets campus är byggt efter nordamerikansk modell, men arkitekten (och KTH-professorn) Hans Brunnberg som åren 1960–1962 utarbetade riktlinjerna för universitetsområdet var än mer inspirerad av universitetet i Århus, Danmark, där byggnader i gult tegel på 1930-talet uppförts kring en central park med en stor damm i mitten. Inspirerad av Århus var även trädgårdsarkitekten Walter Bauer, som fått i uppdrag att samarbeta med Brunnberg i utformningen av landskapsparken. Tillsammans såg de till att dämma upp den bäck som rann genom området och anlägga en päronformad damm, kring vilken de grupperade bebyggelsen.
Brunnberg fick rita några av de tidigast byggda husen – bland annat ett byggnadskomplex på sjukhusområdet för bakteriologi, farmakologi och hygien, samt de campusbyggnader som idag kallas Biologihuset och Fysiologihuset – men framöver fick andra arkitekter förverkliga visionerna; som regel mer kompakt och med lägre huskroppar än i de ursprungliga planerna.
Än idag är de allra flesta av universitetets byggnader samlade inom gångavstånd med Universumhuset i centrum. I utkanten av området återfinns både Sveriges lantbruksuniversitet och Iksu sportcenter, och bland de närmaste grannarna finns även Norrlands universitetssjukhus och Uminova Science Park, som byggts för att hysa avknoppningsföretag från Umeå universitet.
Åren 2009–2010 byggdes det centrala parkrummet kring universitetsdammen om med flera nya gångvägar, sittplatser och bryggor för att skapa fler mötesplatser. Den nya utformningen – av arkitekt Thorbjörn Andersson, Sweco – har uppmärksammats i flera sammanhang, och bland annat listats bland de tio bästa svenska landskapsprojekten av det internationella nätverket Landscape Architects Network.

### Byggnader i urval

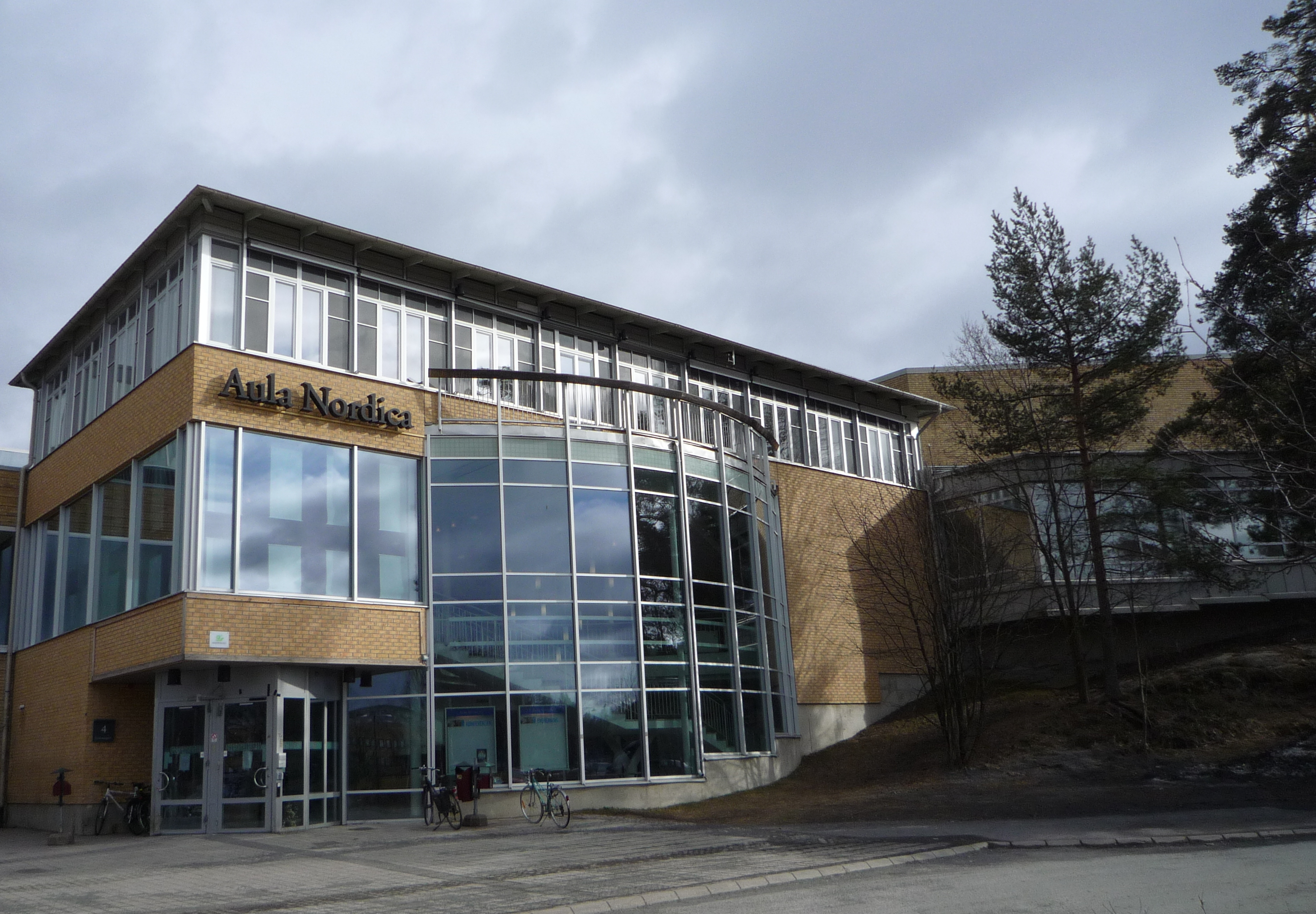
Entrén till Aula Nordica.

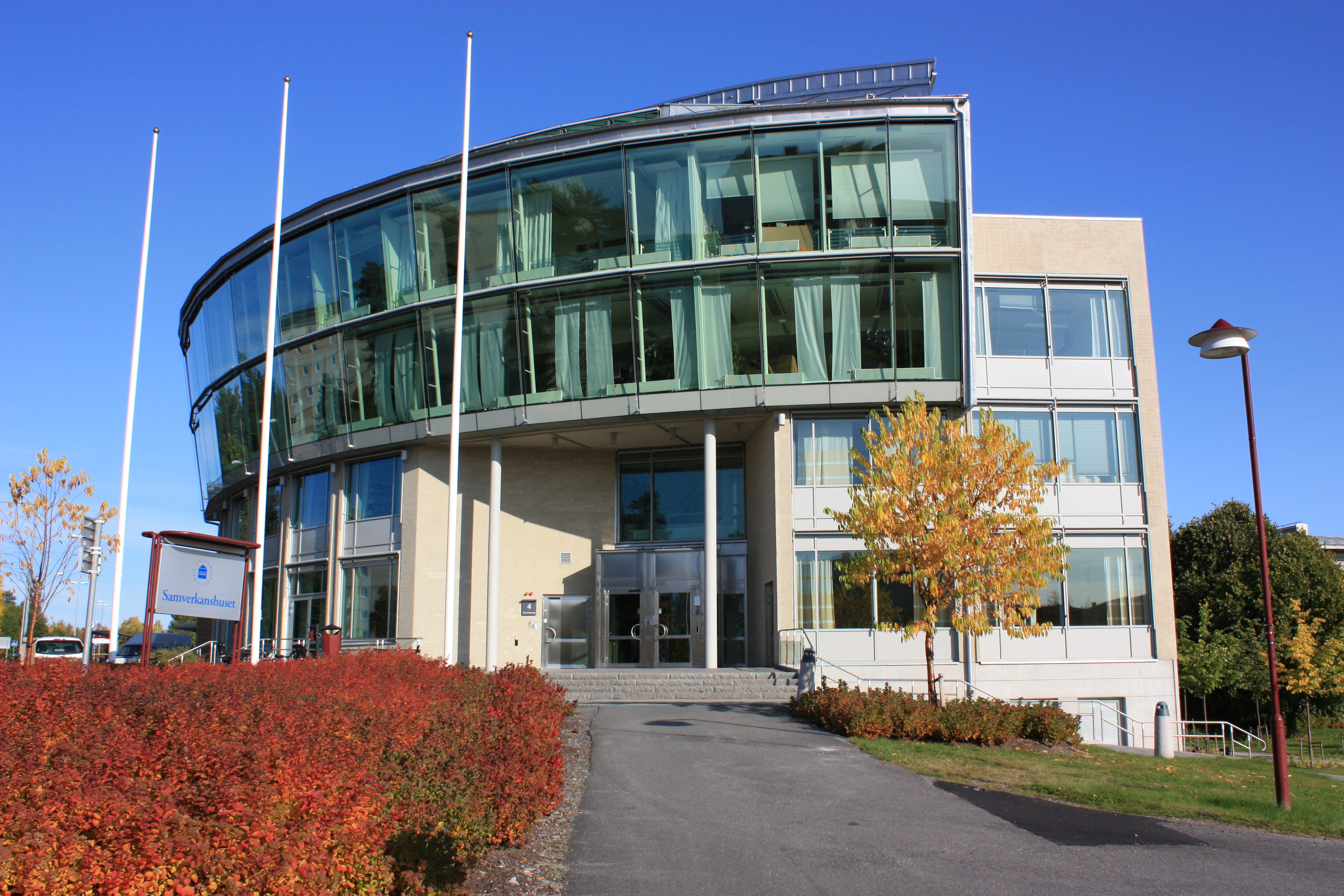
I Universitetsledningshuset finns bland annat universitetets ledning, Enheten för externa relationer och Kommunikationsenheten.

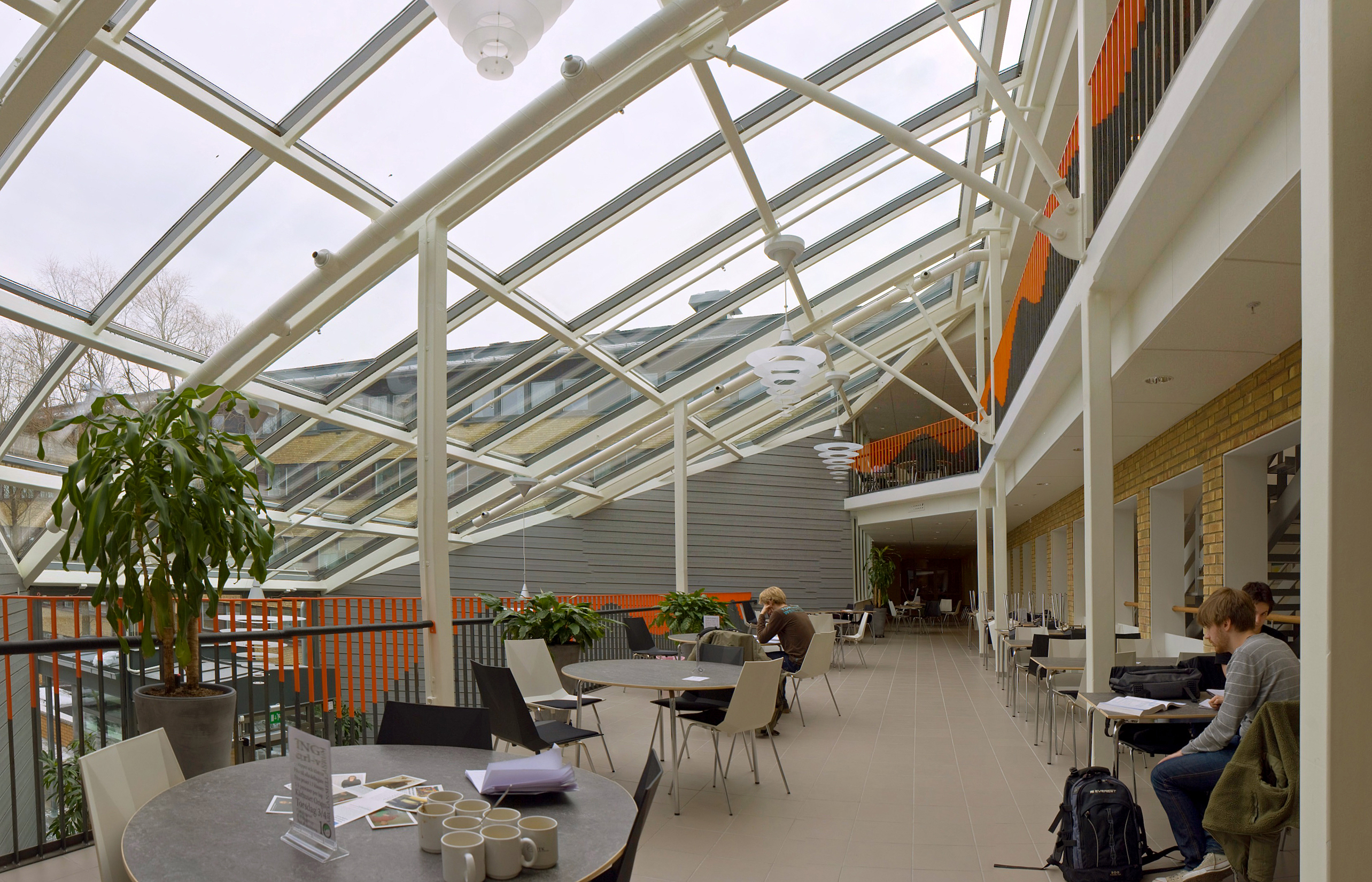
Naturvetarhusets kafé.

Aula Nordica, ritad av arkitekt Bertil Håkansson, invigdes 1988 som en ny "flygel" till Universum-huset, och innehåller i huvudsak en hörsal med plats för cirka 1 000 åskådare och en väl tilltagen scen.
Humanisthuset, ritat av arkitekt Lennart Lundström, invigdes 1972 och är tidstypiskt uppbyggd med ett modulsystem tänkt att ge största möjliga flexibilitet. 1994 byggdes en del av huset på med två våningar med zinkklädda väggar och inglasade partier ut mot det Vindarnas torg som gränsar mot Universitetsbiblioteket. Åren 2013–2014 byggdes huset om igen, i regi av arkitekt Jens Hoff (Seco). 500 kvadratmeter större, ny huvudentré, delvis ny fasad och helt renoverad utemiljö.
Lindellhallen – som fått sitt namn av den muralmålning av Lage Lindell som dominerar bottenplanet – är ritad av Tirsén & Aili Arkitekter, invigdes i sin nya skepnad 2008. Den tidigare Hörsalsrotundan mellan Samhällsvetarhuset och universitetsbiblioteket hade då fått taket höjt, nya glasfasader och ett kafé placerat ovanpå hörsalarna.
MIT-huset (Mathematics and Information Technology), som invigdes 1994, ritades av Olsson & Sjölin Arkitektkontor och är en av få byggnader på campus med tydligt betonad entré, vilket förstärks av det framförliggande öppna campustorget där Mats Olofgörs skulptur Vågspel är central.
Samhällsvetarhuset och Universitetsbiblioteket ritades av arkitekt Lennart Lundström och invigdes 1968, då som en långsträckt byggnad i två våningar; med fyra öppna ljusgårdar i det "inre". Det var den första byggnaden norr om universitetsdammen och utgjorde en tydlig avgränsning av campus mot Berghem. Vid en ombyggnad på 1990-talet lades två våningar till och en ljusgård byggdes på med en cylindrisk extra våning, som gett plats för Kafé Tornet.
Universitetsbiblioteket (UB) har sitt ursprung i det "Vetenskapliga biblioteket i Umeå" som etablerades vid Umeå stadsbibliotek 1950. En egen byggnad fick biblioteket i december 1968, på sin nuvarande plats centralt på campus. På sin tid uppmärksammades biblioteksbyggnaden för sin interiör och sitt öppna hyllsystem. Sedan dess har flera om- och tillbyggnader av Universitetsbiblioteket skett, den senaste 2006.
Universitetsledningshuset (tidigare kallat Samverkanshuset), som slutfördes av arkitekt Bertil Håkansson och invigdes 2004, inrymmer bland annat universitetets ledning, Enheten för externa relationer, Kommunikationsenheten och konferenslokaler. Med den glasade fasaden vänd utåt mot universitetssjukhuset och staden fungerar huset som något av entré till campus.
Universum invigdes 1970, med en flygel för kårexpedition, pub, danslokaler och en centralt placerad restaurang. Här huserade under många år Akademibokhandeln, här finns kiosk, kafé och frisör – och från hösten 2014 ett centralt Infocenter. 1988 invigdes en ny del, Aula Nordica.

### Konsten på campus

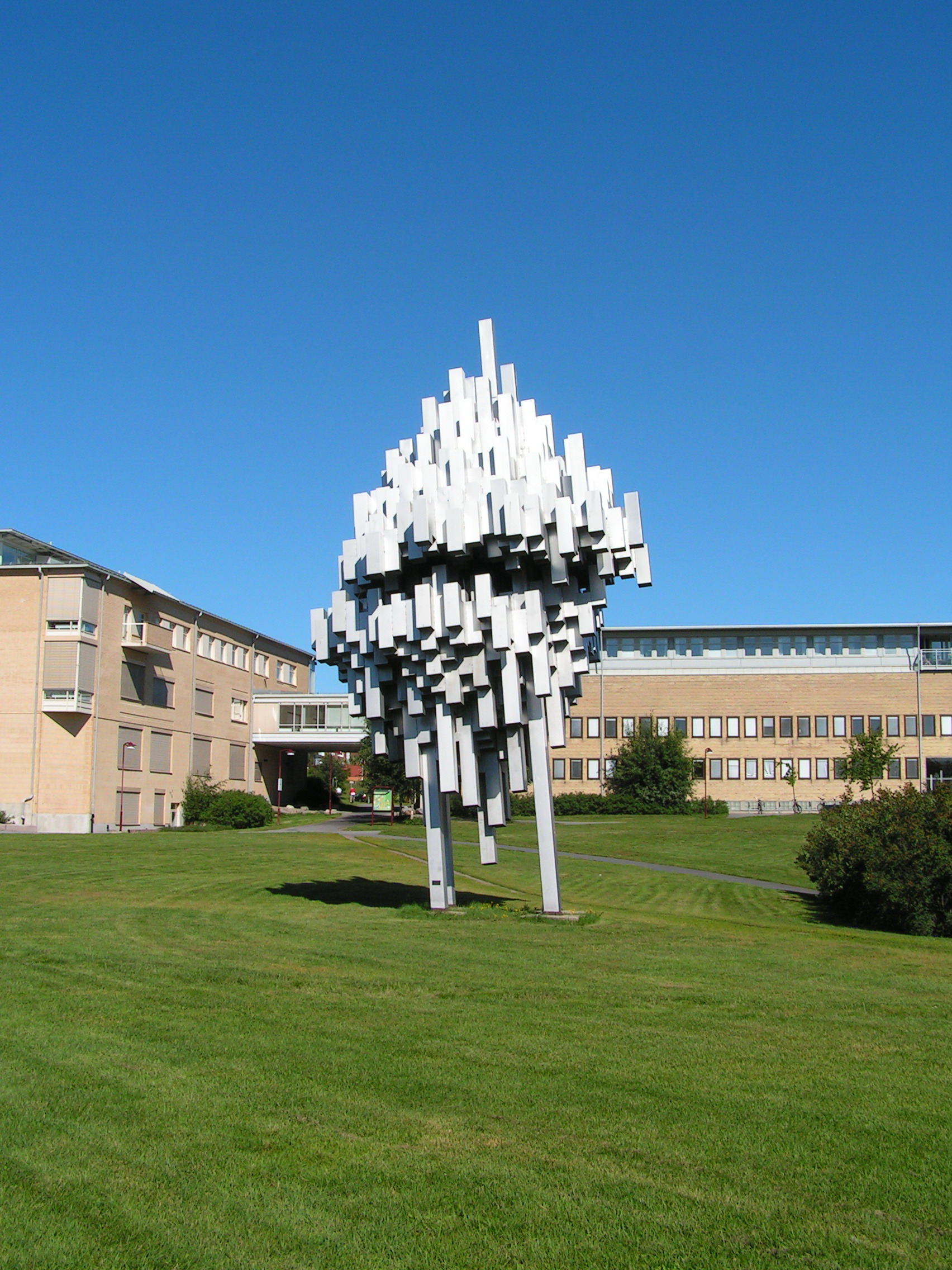
"Norra skenet".

I samband med universitetsområdets utformande utlystes 1967 två riksomfattande konsttävlingar. I den ena, som gällde en skulptur med central utomhusplacering delades första pris mellan två unga konstnärer; Roland Haeberlein ("Björkbock") och Ernst Nordin, vars förslag utfördes 1969; sedan dess har hans skulptur Norra skenet blivit en symbol för universitetet. Norra skenet restes ursprungligen strax norr om Förvaltningshuset, men för att ge plats åt det nya Lärarutbildningshuset flyttades den 1995 till sin nuvarande plats vid Universitetsdammen.
Den andra konsttävlingen gällde ett muralt konstverk på den långa vägg som omger hörsalarna mellan Samhällsvetarhuset och Universitetsbiblioteket. Här fick ett förslag av Anders Österlin första pris, men efter interna diskussioner beslöt juryn att istället ge uppdraget till Lage Lindell, som inte deltagit i tävlingen. Lindells verk, som färdigställdes åren 1970–1972, blev inledningsvis kritiserat av vissa studentgrupper för att inte vara politiskt, men har med tiden blivit mycket uppskattat. När den tidigare hörsalsrotundan byggdes om 2007–2008 – taket höjdes, fasaderna glasades och ett kafé placerades ovan på hörsalarna – fick den nyrenoverade huskroppen följdriktigt namnet Lindellhallen.

### Konstnärligt campus

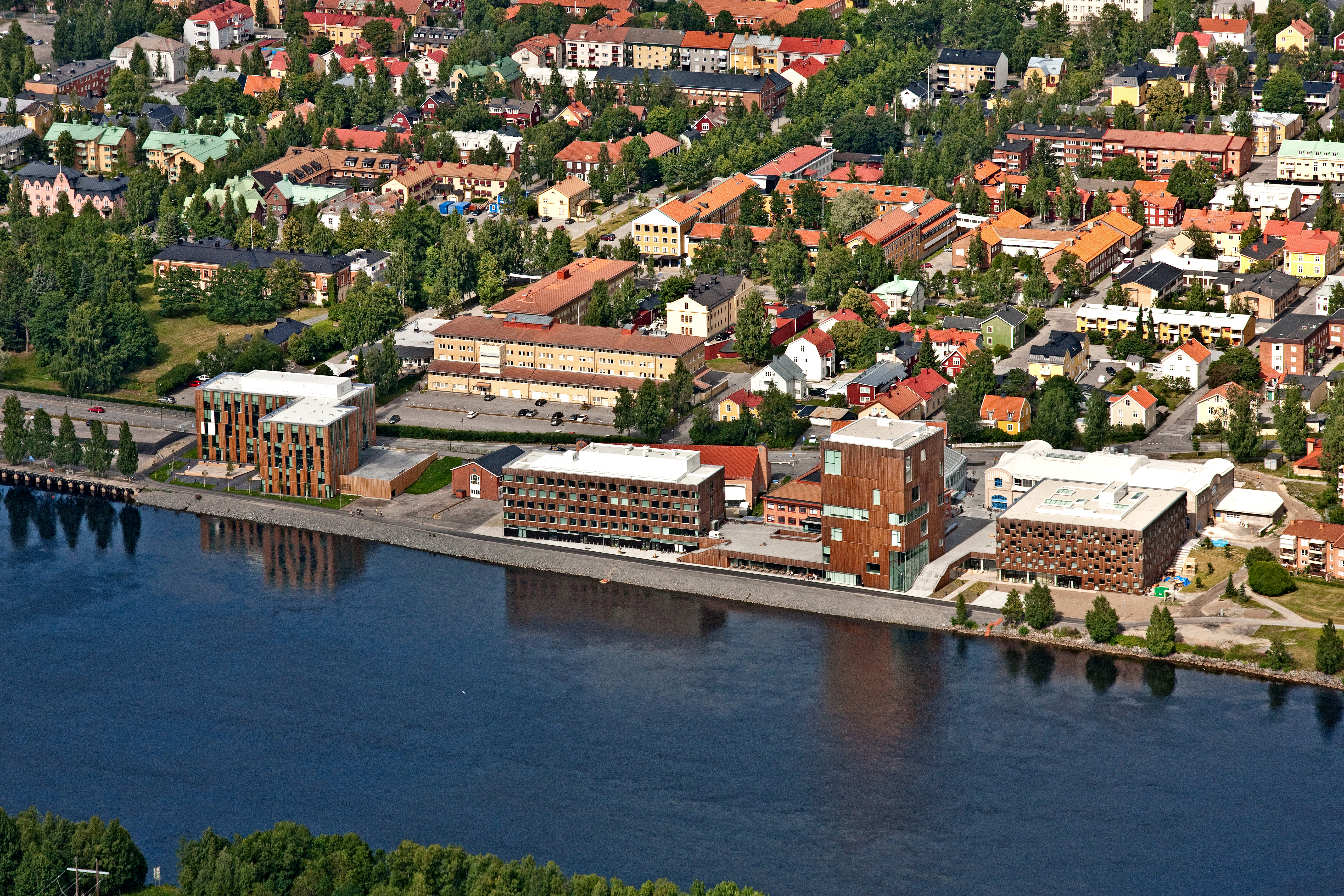
Konstnärligt campus (2013).

Sommaren 2009 påbörjades uppbyggnaden av Konstnärligt campus på det område invid Umeälven nära centrala Umeå där Designhögskolan och Konsthögskolan funnits sedan de invigdes i slutet av 1980-talet. Hösten 2010 invigdes där den nya Arkitekthögskolan, och under våren 2012 färdigställdes nya lokaler för Bildmuseet, Konsthögskolan och en filial till Humlab. Under 2020 tillkom Curiosum som är Umeå universitets science center. Sommaren 2023 tillkom även UmArts, som är Umeå universitets forskningscentrum för arkitektur, design och konst.

### Kultur på campus
En satsning som inleddes 2003 är Kultur på campus, som syftade till att ge anställda och studenter vid Campus Umeå tillgång till kulturupplevelser, utan kostnad, varje vecka. Projektet ingick sedermera även i Umeås satsning under kulturhuvudstadsåret 2014.

## Studentliv
På Campus Umeå, Konstnärligt campus, Campus Skellefteå och Campus Örnsköldsvik finns det mycket att ta del av; nationer, studentkårer, föreningar, spex, körer, idrott och fester. Studentlivet vid Umeå universitet är livligt, men ofta mindre bundet till traditioner än på vissa andra studentorter, och inte nödvändigtvis isolerat från det övriga utbudet i Umeå, Skellefteå och Örnsköldsvik. Studenter har till exempel från starten på 1980-talet varit engagerade i kulturföreningen Humlan, som driver många projekt och bland annat står bakom musikfestivalen Umeå Open.

### Studentnationer
- Finlands nation Umeå - Uumajan Suomalainen Osakunta
- Finlandssvenska nationen
- Gästrike Hälsinge Dala nation
- Jämtlands nation
- Skånes nation
- Stockholms nation
- Sydswaenska nationen
- Wermland-Dalslands nation
- Wästgöta Bohus nation
- Yttre rymdens nation
- Ångermanlands nation
- Övre Norrlands nation

Endast Finlandssvenska Nationen, Gästrike Hälsinge Dala och Ångermanlands nation är för närvarande[när?] aktiva. De övriga är vilande. Yttre Rymdens Nation är en nation som ej ligger under Nationernas Förbund vilket är ett krav för att få vara en studentnation vid Umeå Universitet.

### Studentkårer
- Umeå studentkår (US) - För den som läser samhällsvetenskap, humaniora eller studerar vid lärarutbildningarna
- Umeå naturvetar- och teknologkår (NTK) - För den som studerar vid teknisk-naturvetenskapliga fakulteten
- Medicinska studentkåren vid Umeå universitet (MSU) - För den som studerar vid medicinsk fakultet

### Spex
- Umespexarna - Öppet för alla studenter
- Medicinarspexet - Öppet för alla studenter

### Körer
- Nationskören - Öppen för alla studenter
- Umeå studentkör - Öppen för alla studenter, insjungning
- Psykkören - Öppen för alla studenter
- Umeå vokalensemble - Ej renodlad studentkör

### Övriga aktiviteter på Campus Umeå
- IKSU – Idrottsklubben Studenterna i Umeå, är en idrottsförening i Umeå, bildad den 5 maj 1959. Föreningen är en av de största i Sverige, med drygt 17 000 medlemmar. Föreningen byggde sin första sporthall på Umeå universitets campus 1983 och har därefter fortsatt att expandera. Anläggningarna upptar nu över 21 000 kvadratmeter och kallas Iksu sport. Det är idag en av Europas största motions- och friskvårdsanläggningar
- Kultur på campus - en satsning för att erbjuda studenter och anställda kulturupplevelser av skilda slag
- Umeå studentradio 102,3 är Umeåstudenternas egen radiostation
- Corona Café, bar, restaurang och klubb
- Kårhuset Origo – teknologernas och naturvetarnas eget kårhus
- Kårhuset Villan – medicinarnas, tandläkarnas och vårdvetarnas kårhus
- e-puben – ekonomistudenternas egen pub
- Brännbollsyran
- Nationernas Hus
- Valborg på campus - valborgsfirande för studenter och allmänhet
- Vertex – Norrlands största studenttidning

## Personer med anknytning till Umeå universitet

### Professorer och forskare, i urval
- Hans Adolfsson – professor i kemi, rektor (2016– )
- Håkan Alfredsson – professor i idrottsmedicin
- Ronny Ambjörnsson – professor emeritus i idé- och lärdomshistoria, författare
- Torbjörn Bergman – professor i statsvetenskap
- Magnus Blomgren – universitetslektor i statsvetenskap
- Runar Brännlund – professor i nationalekonomi
- Annelie Bränström-Öhman – professor i litteraturvetenskap
- Erik Bylund – professor i kulturgeografi
- Emmanuelle Charpentier – gästprofessor i vid MIMS, Nobelpristagare i kemi 2020
- Elza Dunkels – docent i pedagogiskt arbete
- Helena Edlund – professor i molekylär utvecklingsbiologi
- Lars-Erik Edlund – professor i nordiska språk
- Claes-Christian Elert – professor emeritus i fonetik
- Gunnar Eriksson – professor emeritus i idéhistoria, författare
- Karin Eriksson – (1937–2014) f.d. länsantikvarie
- Birgitta Evengård – senior professor i infektionssjukdomar
- Mohammad Fazlhashemi – (gäst)professor i idéhistoria, debattör
- Sigbrit Franke – professor emeritus i pedagogik, universitetskansler (1999–2007), rektor (1992–1998)
- Henrik Grönberg – forskar om ärftlig prostatacancer
- Lena Gustafsson – professor i molekylärbiologi, rektor (2010–2016)
- Carin Holmquist – professor vid Handelshögskolan i Stockholm
- Stefan Jansson – professor i växters cell- och molekylärbiologi
- Kjell Jonsson – professor emeritus i idéhistoria
- Kristo Ivanov – professor emeritus i informatik, (1984-2002)
- Jan Lexell – professor i rehabiliteringsmedicin
- Lars Lindbergh – rektor för Handelshögskolan i Umeå (2007–2012)
- Leif Lindmark – professor, f.d. rektor vid Handelshögskolan i Stockholm
- Pernilla Lundberg – forskare inom odontologi
- Rolf A Lundin – grundare av och första dekanus vid Handelshögskolan i Umeå
- Britta Lundgren – professor i etnologi
- Karl-Gustaf Löfgren – professor i nationalekonomi
- Agneta Marell – professor i företagsekonomi, rektor för Handelshögskolan i Umeå (2004–2007)
- Christer Nordlund – professor i idéhistoria
- Patrik Norqvist – universitetslektor i fysik, författare, känd från Boston Tea Party (Kanal 5)
- Bengt Palmgren – professor emeritus i industridesign. Designhögskolans förste rektor (1989–2010)
- Asta Pellinen-Wannberg – professor i fysik och meteorforskare
- Joacim Rocklöv – professor i epidemiologi, statistiker
- Andreas Rosén – docent i matematiska vetenskaper vid Chalmers
- Göran Sandberg – verkställande ledamot i Knut och Alice Wallenbergs stiftelse, rektor (2005–2010)
- Camilla Sandström – professor i statsvetenskap
- Stefan Svallfors – professor i sociologi
- Mike Stott – professor i Interaction Design
- Sverker Sörlin – professor i miljöhistoria vid KTH, författare
- Inge-Bert Täljedal – professor emeritus i histologi, författare, politiker, rektor (1999–2005)
- Hans Wallberg – (1946–2013) tidigare chef för Umdac, universitetets datorcentral

### Alumner, i urval
- Susanna Alakoski – författare
- Ibrahim Baylan – politiker (s), riksdagsledamot, f.d. skolminister
- Birgitta Egerbladh – dansare, danspedagog
- Martin Emtenäs – programledare i SVT:s Mitt i naturen
- Erik Forssell – ishockeyspelare
- Anneli Furmark –- konstnär och serietecknare
- Helena Helmersson – Företagsledare (VD H&M)
- Wilhelm Geijer – styrelseordförande Öhrlings PricewaterhouseCoopers
- Lina Hahne – nya Fröken Sverige 2007, läkarstuderande
- Liesel Holler – miss Peru 2004
- Thomas Idergard – politiker (m), munk
- Hanna Ljungberg – fotbollsspelare
- Stefan Löfven – politiker (s), statsminister 2014–
- Henrik P. Molin – författare
- Malin Moström – f.d. fotbollsspelare
- Sture Nordh – TCO-ordförande, f.d. studentpolitiker
- Nicke Nordmark – journalist på SVT
- Björn Olsen – professor i infektionssjukdomar
- Lari Pitkä-Kangas – Kommunalråd i Malmö
- Kay Pollak – svensk filmregissör
- Frida Ramstedt (tidigare Berglund) – bloggare
- Marcus Samuelsson – adjungerad professor, krögare Aquavit m.fl
- Anna Sjödin – f.d. SSU-ordförande
- Peder Stenberg - sångare i Deportees
- Tor Troéng – f.d utövare av MMA
- Hanna Wekell – grundare och kommunikationschef Ung cancer
- Karolina Westberg – fotbollsspelare
- Maria Wetterstrand – politiker (mp), f.d. språkrör
- Sara Öhrvall – chef för Research & Development, Bonnier AB
- Frida Östberg – f.d. fotbollsspelare i svenska damlandslaget

### Samhälle och företag, i urval
- Krister Olsson – ägare av fastighetsföretaget Balticgruppen, donerade 100 miljoner kronor till universitetet

### Hedersdoktorer, i urval
- Lars Ahlin (1969) – författare
- Bertil Andersson (2002) – Chief Executive of the European Science Foundation
- Emmanuelle Charpentier (2017) – nobelpristagare i kemi 2020
- West Churchman (1986) – Professor, ekonomi, systemvetenskap
- Allan Edwall (1987) – skådespelare
- Carl-Göran Ekerwald (1986) - författare
- Kerstin Ekman (1998) – författare, ledamot av Svenska Akademien
- Per-Olof Enquist (1992) – författare
- Christer Fuglesang (1999) – astronaut
- Anneli Furmark (2023) – serieskapare
- Tedros Adhanom Ghebreyesus (2018) – generaldirektör för världshälsoorganisationen WHO
- Anita Gradin (2002) – politiker (s)
- Tarja Halonen (2009) – Finlands president
- Lars Heikensten (2005) – riksbankschef
- Helena Helmersson (2020) – vd H&M
- Börje Hörnlund (2014) – politiker (c)
- Sune Jonsson (2001) – fotograf och författare
- Carl Kempe (1986) – industriman
- Olof Kleberg (2025) – redaktör
- Sigurd Klockare (1989) – historiker
- Roger D. Kornberg (2003) – nobelpristagare i kemi 2006
- Sara Lidman (1978) – författare
- Torgny Lindgren (2000) – författare, ledamot av Svenska Akademien
- Marie Lundström (2025) – författare & journalist
- Denis Mukwege (2010) – gynekolog i Kongo-Kinshasa
- Per Nilsson-Tannér (1977) – författare
- Lars Nittve (2009) – chef för Moderna Museet
- Anette Novak (2025) – generaldirektör och journalist
- Sverker Olofsson (2005) – programledare i Sveriges Television
- Torsten Renqvist (1990) – konstnär
- Kurt Salomonson (1990) – författare
- Gösta Skoglund (1958, 1972) – politiker (s)
- Einar Wallquist (1966, 1978) – provinsialläkare, kallad "Lappmarksdoktorn"
- Margot Wallström (2010) – politiker (s), EU-kommissionär
- Olof Wretling (2023) – komiker
- Tore Wretman (1986) – hovtraktör
- Werner Vögeli (2002) – hovtraktör
- Hans L. Zetterberg (1977) – sociolog, chefredaktör